# Герои Российской Федерации — Б
В настоящем списке представлены в алфавитном порядке Герои Российской Федерации, чьи фамилии начинаются с буквы «Б». Список содержит информацию о роде войск (службе, деятельности) Героев на время присвоения звания, дате рождения, месте рождения, дате смерти и месте смерти Героев.
 Серым цветом в таблице выделены Герои, награждённые посмертно. 
| №   | Фото | Фамилия Имя Отчество               | Род войск, служба                         | Годы жизни                         | Место рождения                                                                      | Место гибели (смерти)                                        |        |
| --- | ---- | ---------------------------------- | ----------------------------------------- | ---------------------------------- | ----------------------------------------------------------------------------------- | ------------------------------------------------------------ | ------ |
| 1   |      | Баачилов, Магомед Гусейнович       | МВД                                       | род. 23 ноября 1962                | с. Мугурух, Дагестанская АССР, РСФСР                                                |                                                              |        |
| 2   |      | Бабаков, Виталий Викторович        | МВД                                       | род. 28 сентября 1972              | Ленинск-Кузнецкий, Кемеровская область, РСФСР                                       |                                                              |        |
| 3   |      | Бавилин, Сергей Михайлович         | Конструктор                               | 2 декабря 1923 — 27 июля 2001      | Валдай, ныне Новгородская область, Россия                                           | Санкт-Петербург                                              |        |
| 4   |      | Бавыкин, Сергей Петрович           | МВД                                       | 10 августа 1973 — 10 марта 2000    | х. Красноярский, Волгоградская область, РСФСР                                       | с. Комсомольское, Чечня                                      |        |
| 5   |      | Багаев, Сергей Александрович       | ФСИН                                      | 16 декабря 1957 — 17 января 2000   | Свердловская область, РСФСР                                                         | Грозный, Чечня                                               |        |
| 6   |      | Бадахов, Хамзат Ибраевич           | кавалерия                                 | 15 августа 1917 — 4 июня 1996      | аул Карт-Джурт, Карачаево-Черкесская АО, РСФСР                                      | Нальчик, Кабардино-Балкария, Россия                          |        |
| 7   |      | Баиров, Николай Улюмжаевич         | авиация                                   | 4 января 1960 — 4 февраля 1995     | с. Михайловка, Астраханская область, РСФСР                                          | у села Чечен-Аул, Чечня                                      |        |
| 8   |      | Байкулов, Вадим Владимирович       | Силы специальных операций                 | род. 27 августа 1975               | Михайловка, Волгоградская область, РСФСР                                            |                                                              |        |
| 9   |      | Баксиков, Расим Рашидович          | Бронетанковые войска                      | род. 1 декабря 1988                | Кентау, Чимкентская область, Казахская ССР                                          |                                                              |        |
| 10  |      | Баландин, Алексей Васильевич       | ФСБ                                       | 1 августа 1961 — 9 апреля 2009     | Балашиха, Московская область, РСФСР                                                 | Чечня                                                        |        |
| 11  |      | Балашов, Владимир Михайлович       | авиация                                   | 9 октября 1919 — 26 июня 1941      | Нижний Новгород, РСФСР                                                              | около д. Декшняны, Вилейская область, Белорусская ССР        | [ 1 ]  |
| 12  |      | Баранов, Александр Иванович        | Генералитет                               | род. 13 мая 1946                   | п. Кегейли, Каракалпакская АССР, Узбекская ССР                                      |                                                              |        |
| 13  |      | Барахтенко, Владимир Сергеевич     | Десантные войска                          | 6 декабря 1989 — 7 ноября 2022     | Усть-Кут, Иркутская область, РСФСР                                                  | Украина                                                      |        |
| 14  |      | Бариев, Радик Абрарович            | авиация                                   | род. 31 июля 1961                  | Белокоровичи, Житомирская область, УССР                                             |                                                              |        |
| 15  |      | Баринов, Сергей Михайлович         | МВД                                       | род. 24 января 1966                | п. Каширское, Калининградская область, РСФСР                                        |                                                              |        |
| 16  |      | Барковский, Владимир Борисович     | СВР                                       | 15 октября 1913 — 21 июля 2003     | Белгород, Курская губерния, Российская империя                                      | Москва                                                       |        |
| 17  |      | Бармянцев, Евгений Николаевич      | Разведка ГРУ                              | 10 декабря 1943 — 18 декабря 2018  | Сталинград, РСФСР                                                                   | Москва                                                       |        |
| 18  |      | Басурманов, Сергей Анатольевич     | ВВ МВД                                    | 16 июля 1968 — 29 августа 1999     | Калач-на-Дону, Волгоградская область, РСФСР                                         | Чабанмахи, Буйнакский район, Дагестан                        |        |
| 19  |      | Басханов, Ризван Шарудиевич        | МВД                                       | 24 июня 1971 — 10 мая 2002         | с. Комсомольское, Чечено-Ингушская АССР, РСФСР                                      | с. Комсомольское, Чечня                                      |        |
| 20  |      | Баталов, Игорь Адольфович          | Пехота и мотострелки                      | 2 июня 1967 — 9 декабря 2004       | Калинин, Калининская область, РСФСР                                                 | Москва                                                       |        |
| 21  |      | Батманов, Зейнудин Лукманович      |                                           | 26 июля 1967 — 15 мая 2015         | Икра, Курахский район, Дагестанская АССР, РСФСР                                     | район села Сараг, Курахский район, Дагестан                  | [ 2 ]  |
| 22  |      | Батурин, Юрий Михайлович           | Лётчик-космонавт                          | род. 12 июня 1949                  | Москва, РСФСР                                                                       |                                                              | [ 3 ]  |
| 23  |      | Баукин, Алексей Иванович           | авиация                                   | 11 октября 1906 — 21 сентября 1943 | д. Обухово, Московская губерния, Российская империя                                 | д. Пашки, Руднянский район, Смоленская область               |        |
| 24  |      | Бацаев, Руслан Юркиевич            | МВД                                       | 30 августа 1962 — 20 ноября 2005   | Гудермес, Чечено-Ингушская АССР, РСФСР                                              | Гудермес, Чечня                                              |        |
| 25  |      | Бачериков, Сергей Олегович         | Войска РХБЗ                               | род. 24 марта 1988                 | Поназырево, Костромская область, РСФСР                                              |                                                              |        |
| 26  |      | Безруков, Алексей Павлович         |                                           |                                    | Лермонтов, Ставропольский край                                                      |                                                              |        |
| 27  |      | Бейскбаев, Бахтурас                | авиация                                   | 1920 — 26 июня 1941                | с. Ильинское, Туркестанская АССР, РСФСР                                             | д. Декшняны, Вилейская область, Белорусская ССР              | [ 1 ]  |
| 28  |      | Белавенцев, Олег Евгеньевич        | Генералитет                               | род. 15 сентября 1949              | Москва, РСФСР                                                                       |                                                              |        |
| 29  |      | Белан, Эдуард Борисович            | МВД                                       | 9 января 1970 — 5 сентября 1999    | Магадан, Магаданская область, РСФСР                                                 | с. Новолакское, Дагестан                                     |        |
| 30  |      | Беликов, Виталий Вячеславович      | Войска РХБЗ                               |                                    |                                                                                     |                                                              |        |
| 31  |      | Белов, Владимир Александрович      | Десантные войска                          | род. 26 августа 1955               | Муром, Владимирская область, РСФСР                                                  |                                                              |        |
| 32  |      | Белов, Степан Михайлович           | Бронетанковые войска                      | род. 14 июня 1996                  | Октябрьский, Республика Башкортостан                                                |                                                              |        |
| 33  |      | Белоглазов, Александр Михайлович   | ВВ МВД                                    | род. 19 января 1978                | Большой Карай, Романовский район, Саратовская область, РСФСР                        |                                                              |        |
| 34  |      | Белодедов, Александр Николаевич    | ВВ МВД                                    | 24 апреля 1980 — 26 декабря 1999   | с. Суд-Николаевка, Воронежская область, РСФСР                                       | Грозный, Чечня                                               |        |
| 35  |      | Белозёров, Сергей Павлович         | ВВ МВД                                    | род. 22 октября 1977               | г. Харабали, Харабалинский район, Астраханская область, РСФСР                       |                                                              |        |
| 36  |      | Белявский, Владимир Анатольевич    | Морская пехота                            | род. 7 декабря 1969                | дер. Мышковичи, Кировский район, Могилёвская область, Белорусская ССР               |                                                              |        |
| 37  |      | Беляев, Дмитрий Васильевич         | Войска ПВО СВ                             | 14 октября 1996 — 28 сентября 2022 |                                                                                     | Украина                                                      |        |
| 38  |      | Беляев, Михаил Александрович       | авиация                                   | род. 8 ноября 1967                 | Саратов, Саратовская область, РСФСР                                                 |                                                              | [ 4 ]  |
| 39  |      | Беляев, Николай Александрович      | Десантные войска                          | род. 27 мая 1958                   | Куйбышев, Куйбышевская область, РСФСР                                               |                                                              | [ 5 ]  |
| 40  |      | Бердиев, Азамат Фаильевич          | Десантные войска                          | 11 июня 1996 — 1 августа 2023      | Осыпной Бугор, Приволжский район, Астраханская область                              | Украина                                                      |        |
| 41  |      | Берзин, Александр Александрович    | ВМФ                                       | род. 18 марта 1946                 | Москва, РСФСР                                                                       |                                                              |        |
| 42  |      | Берсенев, Роман Генрихович         | Коллективные силы по поддержанию мира СНГ | 29 февраля 1972 — 12 июля 1998     | Пенза, Пензенская область, РСФСР                                                    | Гальский район, Абхазия                                      |        |
| 43  |      | Бесчастнов, Александр Георгиевич   | авиация                                   | 14 апреля 1957 — 12 сентября 2001  | Иркутск, Иркутская область, РСФСР                                                   | Жуковский, Московская область                                | [ 6 ]  |
| 44  |      | Биджиев, Солтан-Хамид Локманович   | авиация                                   | 10 сентября 1919 — 27 августа 1995 | аул Учкулан, Карачаево-Черкесская АО, РСФСР                                         | аул Кызыл-Октябрьский, Карачаево-Черкесская Республика       | [ 7 ]  |
| 45  |      | Бичаев, Александр Олегович         | Десантные войска                          | 8 декабря 1988 — 15 февраля 2023   | Демидов, Смоленская область, РСФСР                                                  | Украина                                                      |        |
| 46  |      | Блинов, Роман Андреевич            | Мотострелковые войска                     | 3 марта 1986 — 5 июня 2023         | Алейск, Алтайский край, РСФСР                                                       | Украина                                                      |        |
| 47  |      | Блохин, Александр Владимирович     | авиация                                   | 5 декабря 1971 — 31 августа 2002   | Куйбышев, Куйбышевская область, РСФСР                                               | с. Бешил-Ирзу, Чечня                                         |        |
| 48  |      | Бобров, Евгений Алексеевич         | ВМФ                                       | род. 5 декабря 1962                | Фрунзе, Киргизская ССР                                                              |                                                              | [ 8 ]  |
| 49  |      | Богатиков, Сергей Николаевич       | Десантные войска                          | 8 января 1980 — 30 июля 2006       | Елец, Липецкая область, РСФСР                                                       | Елец                                                         |        |
| 50  |      | Богатов, Андрей Михайлович         | Десантные войска                          | род. 14 июня 1964                  | Старый Оскол, Белгородская область, РСФСР                                           |                                                              |        |
| 51  |      | Богдан, Сергей Леонидович          | авиация                                   | род. 27 марта 1962                 | Вольск, Саратовская область, РСФСР                                                  |                                                              |        |
| 52  |      | Богданченко, Сергей Николаевич     | ВВ МВД                                    | 21 февраля 1969 — 10 сентября 1999 | станица Вознесенская, Краснодарский край, РСФСР                                     | у с. Новолакское, Дагестан                                   |        |
| 53  |      | Богодухов, Владимир Иванович       | авиация                                   | род. 15 апреля 1961                | д. Гриняйчу, Литовская ССР                                                          |                                                              | [ 9 ]  |
| 54  |      | Богомолов, Александр Станиславович | ФСБ                                       | 11 мая 1973 — 24 ноября 2016       | Чита, Читинская область, РСФСР                                                      | Назрань, Ингушетия                                           | [ 10 ] |
| 55  |      | Богомолов, Андрей Олегович         | Разведка ГРУ                              | род. 23 августа 1968               |                                                                                     |                                                              | [ 11 ] |
| 56  |      | Боев, Дмитрий Валерьевич           | ВМФ                                       |                                    |                                                                                     |                                                              |        |
| 57  |      | Бойко, Сергей Николаевич           | Пехота и мотострелки                      | род. 26 февраля 1987               | Гривенская, Калининский район, Краснодарский край, РСФСР                            |                                                              |        |
| 58  |      | Бойков, Александр Васильевич       | Десантные войска                          | род. 25 января 1990                | Ленинград, РСФСР                                                                    |                                                              | [ 12 ] |
| 59  |      | Бойков, Павел Михайлович           | авиация                                   | 3 мая 1917 — 16 мая 2005           | п. Мга, Санкт-Петербургская губерния                                                | Санкт-Петербург, Россия                                      | [ 13 ] |
| 60  |      | Боков, Мустафа Курейшович          | Пехота и мотострелки                      | 23 августа 1986 — 16 мая 2023      | Чечено-Ингушская АССР, РСФСР                                                        | Украина                                                      |        |
| 61  |      | Боковиков, Владимир Николаевич     | Генералитет                               | род. 2 сентября 1946               | Гродно, Гродненская область, Белорусская ССР                                        |                                                              |        |
| 62  |      | Болдырев, Иван Николаевич          | авиация                                   | род. 27 сентября 1985              | Волгоград, РСФСР                                                                    |                                                              |        |
| 63  |      | Болысов, Владимир Иванович         | Генералитет                               | 5 сентября 1937 — 10 ноября 2021   | Ленинград, РСФСР                                                                    | Москва, Россия                                               |        |
| 64  |      | Бондарев, Виктор Николаевич        | авиация                                   | род. 7 декабря 1959                | с.Новобогородицкое, Воронежская область, РСФСР                                      |                                                              |        |
| 65  |      | Бондарев, Сергей Сергеевич         | МВД                                       | 17 февраля 1973 — 29 июня 2001     | пос. Серышево, Амурская область, РСФСР                                              | у дороги Чири-Юрт — Новые Атаги, Чечня                       |        |
| 66  |      | Бондаренко, Александр Евгеньевич   | ФСБ                                       | род. 24 сентября 1966              |                                                                                     |                                                              | [ 14 ] |
| 67  |      | Бондаренко, Олег Вячеславович      | авиация                                   | 14 мая 1966 — 1 декабря 2001       | Ипатово, Ставропольский край, РСФСР                                                 | станица Стодеревская, Ставропольский край                    |        |
| 68  |      | Борин, Сергей Николаевич           | ФПС                                       | 19 июля 1973 — 13 июля 1993        | Ижевск, Удмуртская АССР, РСФСР                                                      | 12-я застава, Хатлонская область, Таджикистан                | [ 15 ] |
| 69  |      | Борисевич, Александр Васильевич    | Десантные войска                          | род. 15 марта 1968                 | Капсукас, Литовская ССР                                                             |                                                              |        |
| 70  |      | Борисенко, Андрей Иванович         | Лётчик-космонавт                          | род. 17 апреля 1964                | Ленинград, РСФСР                                                                    |                                                              |        |
| 71  |      | Борисов, Евгений Германович        | Пехота и мотострелки                      | род. 13 августа 1980               | Чебоксары, Чувашская АССР, РСФСР                                                    |                                                              |        |
| 72  |      | Борисов, Сергей Георгиевич         | авиация                                   | род. 10 июня 1958                  | ст. Родниковская, Краснодарский край, РСФСР                                         |                                                              | [ 16 ] |
| 73  |      | Борисов, Юрий Иванович             |                                           | род. 31 декабря 1956               | Вышний Волочёк, Калининская область, РСФСР                                          |                                                              |        |
| 74  |      | Борисюк, Сергей Константинович     | авиация                                   | род. 6 ноября 1951                 | Пенза, Пензенская область, РСФСР                                                    |                                                              |        |
| 75  |      | Боровиков, Алексей Юрьевич         | авиация                                   | 25 сентября 1988 — 4 декабря 2022  | Тарко-Сале, Ямало-Ненецкий автономный округ, Тюменская область, РСФСР               | Украина                                                      |        |
| 76  |      | Боровиков, Владимир Валерьевич     | Морская пехота                            | 2 февраля 1973 — 18 февраля 1995   | Енисейск, Красноярский край, РСФСР                                                  | Грозный, Чечня                                               |        |
| 77  |      | Бортников, Александр Васильевич    | ФСБ                                       | род. 15 ноября 1951                | Молотов, Пермская область, РСФСР                                                    |                                                              | [ 17 ] |
| 78  |      | Боташев, Канамат Хусеевич          | авиация                                   | 20 мая 1959 — 22 мая 2022          | Нижняя Теберда, Карачаево-Черкесская автономная область, Ставропольский край, РСФСР | Попасная, Луганская область, Украина                         |        |
| 79  |      | Ботян, Алексей Николаевич          | Разведка НКВД                             | 10 февраля 1917 — 13 февраля 2020  | д. Чертовичи, Виленская губерния, Российская империя                                | Москва, Россия                                               | [ 18 ] |
| 80  |      | Бохонко, Иван Иванович             | авиация                                   | род. 6 июля 1956                   | Львов, Львовская область, Украинская ССР                                            |                                                              |        |
| 81  |      | Бочаров, Андрей Иванович           | Десантные войска                          | род. 14 ноября 1969                | Барнаул, Алтайский край, РСФСР                                                      |                                                              |        |
| 82  |      | Бочаров, Вячеслав Алексеевич       | ФСБ                                       | род. 17 октября 1955               | Донской, Тульская область, РСФСР                                                    |                                                              |        |
| 83  |      | Боченков, Михаил Владиславович     | спецназ ГРУ                               | 15 декабря 1975 — 21 февраля 2000  | Коканд, Ферганская область, Узбекская ССР                                           | Харсеной, Чечня                                              |        |
| 84  |      | Бровко, Евгений Анатольевич        | Пехота и мотострелки                      | 1 сентября 1979 — 13 мая 2023      | Никулино, Татарский район, Новосибирская область, РСФСР                             | Бахмут, Украина                                              |        |
| 85  |      | Бровкович, Алексей Витальевич      | МВД                                       | 19 ноября 1974 — 15 декабря 1995   | Калининград, Калининградская область, РСФСР                                         | Гудермес, Чечня                                              |        |
| 86  |      | Брусникова, Нина Владимировна      | Сельское хозяйство                        | род. 16 октября 1960               | д. Панкратово, Вологодская область, РСФСР                                           |                                                              | [ 19 ] |
| 87  |      | Брюхов, Василий Павлович           | Бронетанковые войска                      | 9 января 1924 — 25 августа 2015    | Оса, Уральская область, РСФСР                                                       | Москва, Россия                                               | [ 20 ] |
| 88  |      | Бугаев, Виталий Анатольевич        | МВД                                       | 30 сентября 1969 — 9 января 2000   | Черкесск, Ставропольский край, РСФСР                                                | Аргун, Чечня                                                 |        |
| 89  |      | Будай, Игорь Михайлович            | авиация                                   | 7 июля 1963 — 27 сентября 1996     | с. Верхнедорожное, Львовская область, Украинская ССР                                | Таджикистан                                                  |        |
| 90  |      | Буданова, Екатерина Васильевна     | авиация                                   | 7 декабря 1916 — 19 июля 1943      | д. Коноплянка, Смоленская губерния, Российская империя                              | вблизи г. Ворошиловоградская область, Украинская ССР         | [ 21 ] |
| 91  |      | Буданцев, Виктор Александрович     | МВД                                       | 26 января 1968 — 20 августа 2000   | с. Красная Криуша, Тамбовская область, РСФСР                                        | с. Шаами-Юрт, Чечня                                          |        |
| 92  |      | Бударин, Николай Михайлович        | Лётчик-космонавт                          | род. 29 апреля 1953                | Киря, Чувашская АССР, РСФСР                                                         |                                                              | [ 22 ] |
| 93  |      | Бузин, Александр Сергеевич         | ВВ МВД                                    | 28 июля 1976 — 21 мая 1996         | Нижний Тагил, Свердловская область, РСФСР                                           | Бамут, Чечня                                                 |        |
| 94  |      | Булгаков, Владимир Васильевич      | Генералитет                               | род. 1 января 1949                 | Белая Калитва, Ростовская область, РСФСР                                            |                                                              |        |
| 95  |      | Булгаков, Дмитрий Витальевич       | Генералитет                               | род. 20 октября 1954               | с. Верхнее Гурово, Курская область, РСФСР                                           |                                                              |        |
| 96  |      | Бураков, Сергей Дмитриевич         | ВВ МВД                                    | род. 31 августа 1970               | Баку, Азербайджанская ССР, СССР                                                     |                                                              |        |
| 97  |      | Буриличев, Алексей Витальевич      | ВМФ                                       | 13 августа 1958 — 25 ноября 2020   | Ленинград, РСФСР                                                                    | Москва, Россия                                               |        |
| 98  |      | Бурнаев, Сергей Александрович      | МВД                                       | 15 января 1982 — 28 марта 2002     | пос. Дубёнки, Мордовская АССР, РСФСР                                                | Аргун, Чечня                                                 |        |
| 99  |      | Бурцев, Владимир Васильевич        | МВД                                       | 1 января 1957 — 13 сентября 2000   | с. Луценково, Белгородская область, РСФСР                                           | Краснодарский край                                           |        |
| 100 |      | Буханов, Алексей Борисович         | МВД                                       | 18 января 1965 — 13 августа 2003   | Смоленск, Смоленская область, РСФСР                                                 | Чечня                                                        |        |
| 101 |      | Бучнев, Юрий Фёдорович             | Пехота и мотострелки                      | род. 24 декабря 1972               | Тамбов, Тамбовская область, РСФСР                                                   |                                                              |        |
| 102 |      | Бушмелев, Евгений Вячеславович     | ВВ МВД                                    | 8 мая 1979 — 30 декабря 2023       | пос. Гари, Свердловская область, РСФСР                                              | 174 км автодороги Екатеринбург — Серов, Свердловская область |        |
| 103 |      | Быков, Иван Федосеевич             | авиация                                   | 22 апреля 1914 — 19 ноября 1943    | пос. Сиротино, Екатеринославская губерния, Российская империя                       | о-в Гогланд, Балтийское море                                 | [ 23 ] |
| 104 |      | Быстрицкий, Георгий Георгиевич     | Артиллерия                                | 2 мая 1925 — 17 мая 2012           | ст. Ладожская, Краснодарский край, РСФСР                                            | Краснодар                                                    | [ 24 ] |
| 105 |      | Быстрицкий, Николай Тимофеевич     | МВД                                       | род. 12 мая 1970                   | Целиноград, Целиноградская область, Казахская ССР                                   |                                                              | [ 25 ] |
| 106 |      | Бяков, Алексей Максимович          | спецназ ГРУ                               |                                    |                                                                                     |                                                              |        |